# Новоалександровский поселковый совет
Новоалександровский поселковый совет (укр. Новоолександрівська селищна рада) — административно-территориальная единица Краснодонского района Луганской области Украины.
Административный центр поселкового совета находится в 
пгт Новоалександровка.

## Населённые пункты совета
- пгт Новоалександровка
- с. Дубовка

## Адрес поссовета
94482, Луганська обл., Краснодонський р-н, смт. Новоолександрівка, вул. Повстання, 7; тел. 93-1-36 (укр.)